# Kristiansund
Kristiansund (autrefois connue sous le nom de Christianssund) est une ville située à l'ouest de la Norvège, dans le comté de Møre og Romsdal.

## Description
La municipalité se compose de cinq îles plus grandes en plus d'un certain nombre d' îles , d'îlots et de récifs plus petits :
- Gomalandet et Kirkelandet ;
- Nordlandet ;
- Innlandet ;
- Frei et Flatsetøya ;
- Skorpa ;
- Fugløya (réserve naturelle).

La ville a une population totale de 24 131 habitants. Kristiansund est devenue célèbre en raison du festival de la photo Nordic Light, qui est l'un des plus grands festivals de photo en Europe.
Avant l'introduction des codes postaux en Norvège en 1968, il était aisé de confondre Kristiansund et Kristiansand, autre grande ville norvégienne, au Sud du pays. Aussi était-il alors obligatoire de toujours ajouter un N (pour « Nord ») à Kristiansund (Kristiansund N), et un S (pour « Sør », Sud) à Kristiansand (Kristiansand S).
Kristiansund est l'une des escales de l'Hurtigruten.

## Personnalités
- Øyvind Leonhardsen, footballeur norvégien
- Ole Gunnar Solskjær, footballeur norvégien

## Galerie

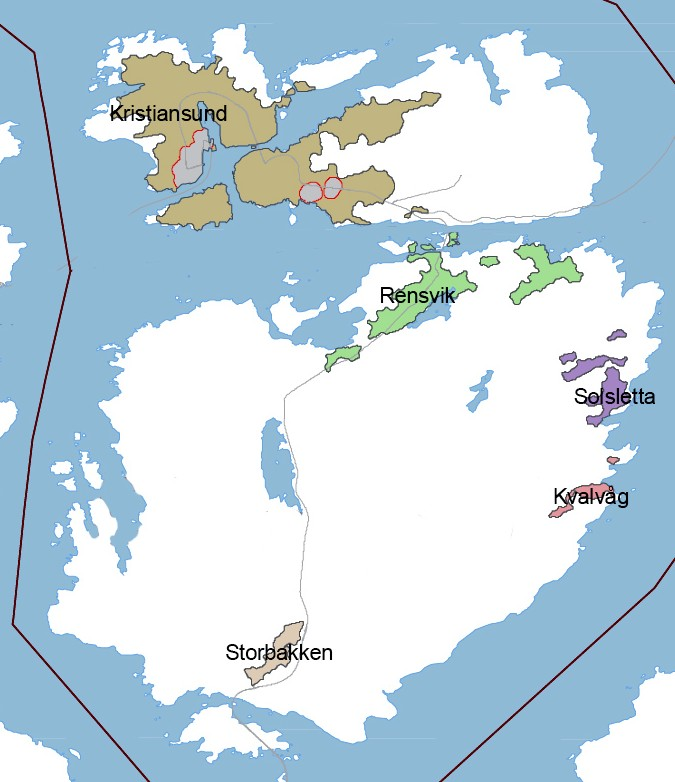
La ville de Kristiansund étendue sur les îles
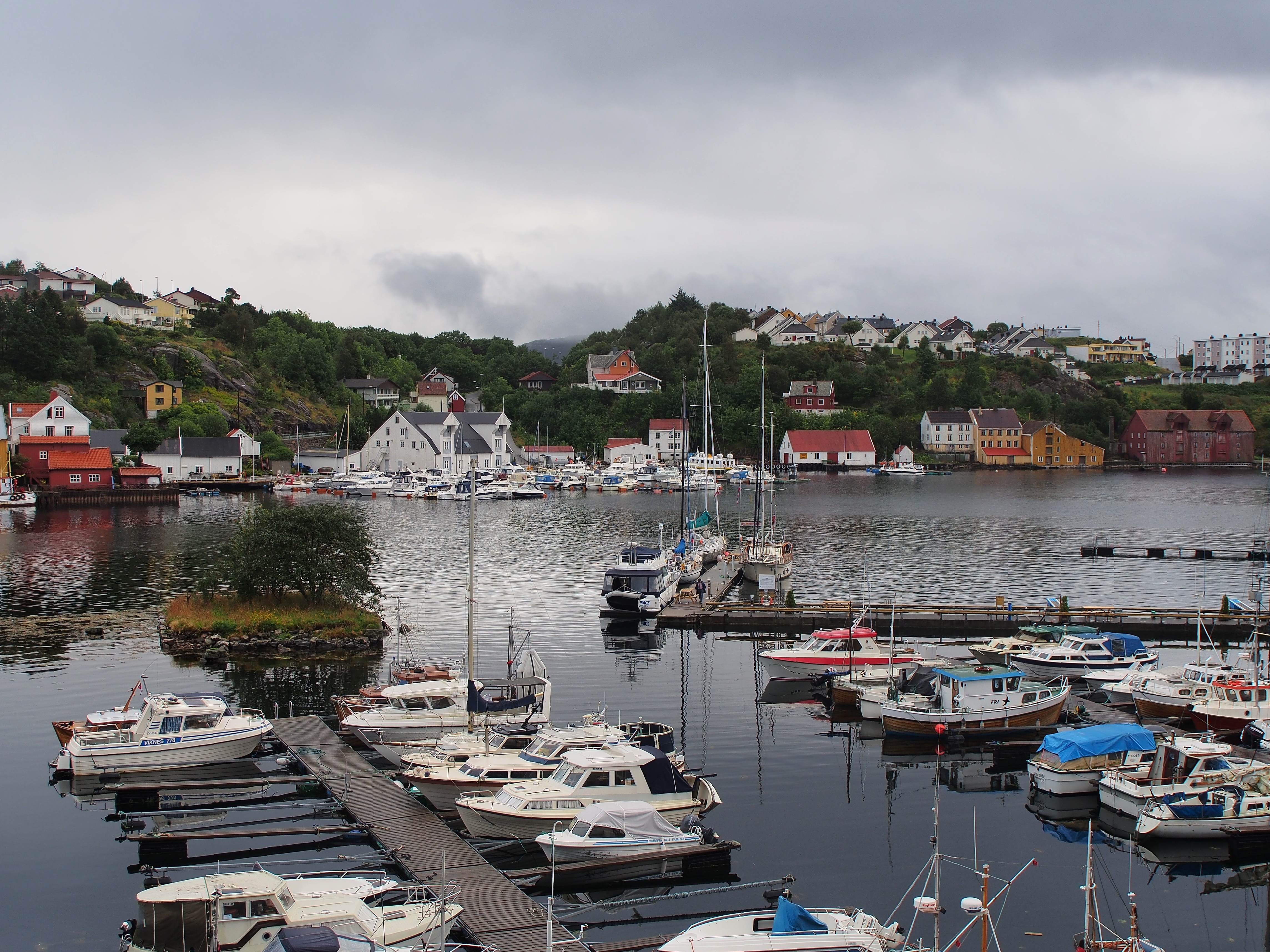
Le port de Kristiansund